# Françoise Ega
Françoise Ega (née Françoise Marcelle Modock le 11 novembre 1920 au Morne-Rouge  et morte le 8 mars 1976 à Marseille) est une ouvrière, écrivaine et activiste sociale martiniquaise. Elle est connue pour son rôle de meneuse dans sa communauté et pour sa défense des personnes migrantes des Caraïbes en France. Depuis sa mort, ses écrits, qui explorent les thèmes de l'aliénation, de l'exploitation et du nationalisme, sont reconnus comme une voix importante pour les femmes antillaises françaises dans la période entre la fin de la Seconde Guerre mondiale et la fin de la colonisation.

## Biographie

### Formation
Françoise Marcelle Modock naît le 11 novembre 1920 au Morne-Rouge en Martinique. Ses parents sont Déhé Partel, couturière, et Claude Modock, garde-chasse. Elle grandit en Martinique et suit un cours de secrétariat. Elle obtient un diplôme de dactylographie avant de déménager en métropole pendant la Seconde Guerre mondiale. Elle y rencontre Franz Ega et l'épouse le 8 mai 1946 à Paris,. Son mari est soldat, ce qui conduit le couple à vivre dans plusieurs pays d'Afrique avant de s'installer à Marseille, où quatre de leurs cinq enfants sont nés.

### Carrière
Ega est très impliquée dans la communauté des Caraïbes à Marseille. Elle a fondé des programmes de soutien après l'école pour les enfants et a offert à des enfants des cours de catéchisme catholique. Elle est l'organisatrice de l'équipe de football  de la Guyane et des Antilles françaises. Elle fonde deux organisations : l’Amicale des travailleurs antillais et guyanais (AMITAG) et l'Association culturelle et sportive antillo-guyanaise (ACSAG), afin de favoriser la participation de migrants en provenance des Antilles et de la Guyane française dans les manifestations sportives et culturelles,. Ega aide également  les migrants avec les formalités administratives et les transactions liées à l'exercice de leurs activités quotidiennes, et donne des cours d'alphabétisation à des adultes. Active dans la politique et les activités de l'union, elle a fortement plaidé pour la protection des espaces publics, comme des parcs, des piscines et des stades. Elle travaille avec Séverin Montarello pour créer l'Espace culturel Busserine, le premier centre de voisinage dans la région.

### Mort
Ega meurt le 8 mars 1976 à Marseille.

## Romans autobiographies
Dans les années 1960, Ega écrit deux romans autobiographiques, Le Temps des Madras (1966) et Lettres à une noire, qui n'est publié qu'après sa mort en 1978. Le premier est une série de poèmes, qui traite des expériences de l'enfance d'Ega en Martinique. Dans Lettres à une noire, elle explore les thèmes communs à de nombreux migrants caribéens dans la période d'après-guerre: l'aliénation, l'exploitation, la migration, le nationalisme, le classisme, le racisme et le genre. Après avoir écouté des femmes migrantes relatant leurs difficultés en tant que domestiques, Ega devient femme de ménage en vue d'écrire son expérience. Elle se décrit dans Lettres à une noire comme femme, nègre, et femme de ménage (cet ordre revêt pour elle une grande importance) pour montrer qu'elle n'a pas d'autorité, pas de droits et pas de nom. Le roman relate le traitement enduré par les domestiques noirs, dans un monde où leur travail est important, mais ils ne le sont pas eux-mêmes et où les travailleuses sont censées réaliser silencieusement des tâches en ignorant leurs propres besoins de nourriture ou de confort, comme si ce travail était fait non pas par des personnes humaines, mais par des objets sans nom. Ses œuvres, ainsi que celles d'autres écrivains et écrivaines contemporaines des Caraïbes, critiquent la manière dont la France administre ses colonies après la guerre. Ega parle de la stratification de la société, de la faiblesse des salaires payés aux personnes migrantes et du manque d'éducation.

## Héritage
Après sa mort, une plaque est posée pour commémorer ses œuvres au Centre culturel Busserine et un comité est créé pour entretenir la mémoire de son œuvre. Le comité continue à publier des œuvres posthumes. En 1978 paraît Lettres à une noire, en 1992 Le Pin de Magneu et en 2000 Le Mam'Ega. Le comité publie L'alizé ne soufflait plus, qui explore les expériences de couple d'une jeune Martiniquaise en France à la fin de la guerre.

## Publications
- Françoise Ega, Le Temps des madras : récit de la Martinique [, Paris, Éditions maritimes et d'outre-mer, coll. « Lettres des Caraïbes », 1966, 208 p. (BNF 32991499).
- Françoise Ega, Lettres à une noire : récit antillais, Éditions L'Harmattan, 1978 (ISBN 2-85802-071-X et 978-2-85802-071-3, OCLC 5221022, BNF 34605348).
- Françoise Ega, L'alizée ne soufflait plus : (Antan Robé), Paris ; Montréal (Québec) ; Torino, Éditions L'Harmattan, coll. « Lettres des Caraïbes », 2000, 214 p. (ISBN 2-7384-9848-5, BNF 37716956).